# Tumba de Liliana Crociati de Szaszak
La Tumba de Liliana Crociati de Szaszak es un sepulcro en el cementerio de La Recoleta, en Buenos Aires, Argentina, conocida por su diseño inusual. La joven de 26 años de edad, Liliana Crociati de Szaszak (1944-1970) y su esposo Janos Szaszak (apodado Jancsi), se encontraban en una habitación del segundo piso en el hotel Piz Buin, a 64 kilómetros al oeste de Innsbruck, Austria cuando por la noche y mientras dormían un alud embistió la ventana de su habitación el 26 de febrero de 1970. Ambos fueron encontrados por los equipos de rescate, Jancsi sufrió un cuadro de hipotermia el cual fue revertido en poco tiempo, en cambio Lili no corrió con la misma suerte. Al encontrarla su estado era de gravedad por lo que fue trasladada en helicóptero hasta Innsbruck donde falleció días más tarde.
Siendo hija única, sus padres quisieron homenajearla con una tumba que fue diseñada por su madre en estilo neogótico, con grandes vidrieras que permitiesen la entrada de mucha luz al recinto donde descansaba su hija, en agudo contraste con las otras construcciones existentes en el cementerio. En el sepulcro se encuentra un retrato de la joven donde se aprecia su hermoso rostro, sus ojos azules y su intensa cabellera rubia, dicho retrato también fue realizado a modo de homenaje.
Junto a la tumba se encuentra un estrado adornado con una placa que contiene un poema en lengua italiana, compuesto por su padre, y una estatua en bronce verde realizada por Wílfredo Viladrich. La obra realizada a escala real representa a Liliana en su vestido de novia, con su anillo de compromiso y su mano descansando sobre la cabeza de su querido perro Sabù. El hocico del can suele verse reluciente ya que existe la creencia popular que es de buena suerte tocarlo.
Su padre, famoso coiffeur de la sociedad porteña, y su madre, sensible artista, perdieron interés en la vida después de la tragedia: ambos fallecieron unos años después. Están sepultados junto a Liliana.